# (33397) Prathiknaidu
(33397) Prathiknaidu est un astéroïde de la ceinture principale.

## Description
(33397) Prathiknaidu est un astéroïde de la ceinture principale. Il fut découvert le 10 février 1999 à Socorro (Nouveau-Mexique) par le projet LINEAR. Il présente une orbite caractérisée par un demi-grand axe de 2,27 ua, une excentricité de 0,06 et une inclinaison de 6,9° par rapport à l'écliptique.